# Volente, Texas
Volente, Texas (енгл. Volente) град је у америчкој савезној држави Тексас.

## Демографија
По попису из 2010. године број становника је 520.
| Група             | 2000.    | 2010.       |
| Белци             | 0 (0,0%) | 449 (86,3%) |
| Афроамериканци    | 0 (0,0%) | 4 (0,8%)    |
| Азијати           | 0 (0,0%) | 19 (3,7%)   |
| Хиспаноамериканци | 0 (0,0%) | 41 (7,9%)   |
| Укупно            | 0        | 520         |